# Le Comte de Chanteleine
Le Comte de Chanteleine est un roman historique de Jules Verne publié en 1864 dans la revue Musée des familles. Jules Verne a tenté de le faire rééditer en 1879 mais s’est heurté au refus de l’éditeur Hetzel. C’est le seul roman de Jules Verne situé dans sa province natale, la Bretagne. L’action se déroule entre Nantes et Douarnenez, du 14 mars 1793 au 9 Thermidor (27 juillet 1794). L’auteur se montre clairement favorable aux insurgés royalistes (le premier chapitre est intitulé Dix mois d’une guerre héroïque) et multiplie les notations hostiles à la répression républicaine (« Depuis ce jour, Quimper fut livré à l'arbitraire des républicains et de la Municipalité. »).
Ce livre serait librement inspiré d’un personnage réel, Pierre-Suzanne Lucas de La Championnière, l’un des lieutenants de Charette pendant les guerres de Vendée. Le fait est que Jules Verne a souvent rencontré les enfants de Lucas-Championnière chez son oncle Prudent, à Brains près de Nantes, et qu’il a pu lire le manuscrit de ses Mémoires sur la guerre de Vendée bien avant leur publication en 1904.

## L’intrigue
Le comte Humbert de Chanteleine se bat pendant la guerre de Vendée avec son serviteur Kernan contre les troupes révolutionnaires des Jacobins. Au cours de la lutte, il découvre que son ancien serviteur infidèle, Karval (qui avait volé ses biens), est devenu un ardent disciple de la Révolution.
En l'absence du comte, Karval attaque le château de Chanteleine par surprise, le noyant dans un bain de sang. Avec les paysans du château, il veut exécuter la comtesse et sa fille Marie. Le chevalier Henri de Trégolan se rend au château pour sauver sa sœur, mais il le fait trop tard. Tout ce qu'il peut faire, c'est sauver Marie des mains des Jacobins.
Avec Kernan et Henri, Marie s'échappe dans un village de pêcheurs. Les comtes catholiques acceptent d'assumer le rôle de prêtre et d'apporter un soutien moral aux personnes. Mais le traître Karval ne donne pas la paix. Il arrive inopinément à la cérémonie de mariage entre Marie et Henri, faisant des prisonniers. Le fidèle Kernan se bat avec Karval et parvient finalement à le tuer.
Avec la fin du règne des Jacobins, le comte de Chanteleine échappe à la guillotine.

## Thèmes abordés dans le récit
- Les guerres de Vendée durant la Révolution française et les horreurs d’une guerre civile.
- Le rôle de la noblesse, l’engagement des paysans et la rigueur de la répression républicaine.
- Le destin dramatique des prêtres qui ont prêté serment à la constitution civile du clergé (à l’exemple du personnage d’Yvenat, néanmoins sauvé de la noyade par le royaliste Kernan).

## Liste des personnages
- Comte Humbert de Chanteleine.
- Comtesse de Chanteleine.
- Marie de Chanteleine.
- Abbé Fermont, chapelain des Chanteleine.
- Guermeur et Julien, délégués du Comité de salut public.
- Karval, domestique voleur devenu officier républicain (« un Breton, mais un Breton qui avait voyagé, vu du pays, et sans doute de vilains exemples avec »).
- Kernan, paysan royaliste.
- Le bonhomme Locmaillé.
- Mutius Scévola, aubergiste.
- Henri de Trégolan.
- Yvenat, prêtre constitutionnel.

## Editions
Publié sous forme de feuilleton en 1864, Jules Verne souhaite faire réimprimer son roman en 1879, mais son éditeur, Pierre-Jules Hetzel, refuse pour des raisons qu'il ne précise pas. Outre le fait que ce roman, historique, n'est pas du style habituel de Jules Verne, il est possible qu'Hetzel, républicain convaincu, ne souhaite pas publier un ouvrage en contradiction avec les idéaux auxquels il croit (un noble breton qui lutte contre la Révolution française avec honneur et dignité). Toujours est-il que, de ce fait, le roman a toujours été assez difficile à trouver. Il faut d'ailleurs attendre 1971 pour qu'il connaisse sa première publication en volume, aux Éditions Rencontre, et même 1994, pour qu'il soit imprimé seul.
- L'Etonnante aventure de la mission Barsac / Le comte de Chanteleine, éditions Rencontre, 1971, 502 p.[6]
- Un billet de Loterie / Le comte de Chanteleine : épisode de la révolution / Une Fantaisie du docteur Ox, éditions Messidor/Temps actuels, 1981, 406 p. (ISBN 2-201-01556-2)[7].
- Le comte de Chanteleine, éditions Joca Seria, 1994, 127 p., préface de Luce Courville, postface de Claudine Sainlot.
- Le comte de Chanteleine Episode de la Révolution, éditions Joca Seria, 2005.
- Le comte de Chanteleine : un épisode de la Révolution, éditions dodo press, 2009 (ISBN 1409954242)[8].
- Le  comte de Chanteleine, éditions Magellan et Cie, 2018, 154 p. préface de Michel Canévet,  (ISBN 978-2-35074-528-2).

## Sources
- Bibliographie commentée de l’œuvre de Jules Verne